# Klaus-Dieter Bähr
Klaus-Dieter Bähr (* 9. September 1941 in Berlin) ist ein ehemaliger deutscher Ruderer. 

## Werdegang
Der 1,87 m große Bähr ruderte für den TSC Berlin und gewann drei DDR-Meistertitel mit dem Achter: 1964, 1966 und 1967. 1966 ruderte er mit dem DDR-Achter auf den dritten Platz bei den Weltmeisterschaften in Bled. Bei den Olympischen Spielen 1968 verpasste er mit dem Achter das A-Finale und belegte in der Gesamtwertung den siebten Platz. 1969 wechselte Bähr in den Vierer mit Steuermann und gewann hinter dem BRD-Vierer die Silbermedaille bei den Europameisterschaften in Klagenfurt, der Vierer fuhr in der Besetzung Peter Hein, Jörg Lucke, Heinz-Jürgen Bothe, Klaus-Dieter Bähr und Steuermann Hartmut Wenzel.